# Ильичёв, Михаил Георгиевич
Ильичёв, Михаил Георгиевич (р. 18 марта 1978 года) — российский медиаменеджер. Генеральный директор компании Rutube в 2009—2011 годах. В 2014—2017 и 2020—2025 годах — генеральный директор компании Zvooq (с 2020 года — «СберЗвук», с 2022 — «Звук»). С 2025 г. — член совета директоров этой компании.

## Биография
Родился 18 марта 1978 года.
С отличием окончил юридический факультет Военного университета МО РФ.
C 2002 года — старший юрисконсульт телеканала ТНТ.
С 2004 года — директор департамента специальных проектов и развития бизнеса телеканала ТНТ.
С 2006 года — директор департамента управления собственными станциями ТНТ.
С 2008 по 2011 год — генеральный директор RuTube. Деловая пресса отмечала, что после его назначения в течение 2009 года посещаемость RuTube увеличилась более чем в два раза.
C декабря 2012 года был генеральным директором компании Dream Industries, которая была управляющей компанией для нескольких интернет-сервисов, в частности, Zvooq и Bookmate.
C 2014 по 2017 год — генеральный директор стримингового сервиса Zvooq.
В 2017 году сообщалось о назначении Ильичёва операционным директором Rambler Group.
На посту гендиректора Zvooq Ильичёв организовал продажу компании Сбербанку. В результате в 2020 году сервис был переименован в «СберЗвук», с этого же года Ильичёв возвращается на покинутый в 2017 году пост гендиректора. В 2022 году сервис был выведен из системы «Сбербанка» и переименован в «Звук».
В 2024 году Михаил Ильичёв входил в рейтинг «Топ-250 высших руководителей» газеты «Коммерсант», занимая 8 место в секции «Онлайн-платформы».
В 2025 году ушёл с поста генерального директора «Звук» в совет директоров этой же компании.